# 長野県第3区
長野県第3区（ながのけんだい3く）は、日本の衆議院議員総選挙における選挙区。1994年（平成6年）の公職選挙法改正で設置。

## 区域
2013年（平成25年）公職選挙法改正以降の区域は以下のとおりである。
- 上田市
- 小諸市
- 佐久市
- 千曲市
- 東御市
- 南佐久郡
- 北佐久郡
- 小県郡
- 埴科郡

1994年（平成6年）公職選挙法改正から2013年の小選挙区改定までの区域は以下のとおりである。
- 上田市
- 小諸市
- 更埴市
- 佐久市
- 南佐久郡
- 北佐久郡
- 小県郡
- 更級郡
  - 上山田町
- 埴科郡

## 歴史
中選挙区制時代は上田市を地盤とする羽田孜と、佐久地方が地盤の井出一太郎とその息子井出正一とで棲み分けができていた。小選挙区制施行後、羽田が内閣総理大臣に就任したこともあり、他の追随を許さず連勝を続けており、「羽田王国」と呼ばれていた。
2012年の第46回衆議院議員総選挙では、政界引退を表明していた羽田の後継選びにあたって、後援会は長男で元国土交通大臣も経験した羽田雄一郎の参議院からの鞍替えを推したが、「脱世襲」を掲げる党執行部に却下され、急きょ羽田の秘書である寺島義幸を後継に立てる事となった。公示まで2週間を切るという時期まで後継選びに手間取った事や民主党への逆風もあって、寺島は苦戦を強いられたが辛うじて2位以下をかわして初当選し、羽田王国の面目を保った。なお、寺島はこの総選挙における民主党で唯一の初当選議員でもある。また、井出正一の甥にあたる井出庸生がみんなの党から立候補し、比例復活で初めて当選している。
2014年の第47回衆議院議員総選挙では、井出庸生が小選挙区で当選を果たし、羽田系候補の連続当選が途絶えることとなった。寺島は次点になったものの、民主党の比例北陸信越ブロックでの議席が3議席に留まったことから比例復活も果たせず落選となり、議席を失うこととなった。
自由民主党では長野県ならびに北陸信越ブロックの選挙区では長らく小選挙区制移行後唯一、議席を獲得したことがなかった選挙区でもあり、過去に岩崎忠夫が比例復活で2回当選しているが、いずれも比例名簿登載順位が上位優遇されていたことによる当選であり、優遇がなくなった2005年の第44回衆議院議員総選挙以降は落選している。また、木内均は2012年以降2回連続で比例復活で当選しているが、いずれも寺島、井出庸生の後塵を拝す得票数となっている。
維新の党に所属していた井出庸生が2016年3月に民進党に合流したことにより、同じく民進党元職の寺島との間で候補者調整が課題となり、コスタリカ方式の採用などを軸に調整が図られる見通しとなっていたが、希望の党合流時に寺島は長野県第4区へと差し替えられ競合が解消された。そして、非共産系野党候補が井出に事実上一本化された2017年の第48回衆議院議員総選挙では井出が次点以下の候補に比例復活すら許さず大差で当選した。その後2019年に井出は自由民主党への入党を表明し了承され自由民主党長野県連も井出の支部長就任を認めたため同区は小選挙区制導入以降初めて自由民主党の議席となった。第49回衆議院議員総選挙では自由民主党公認となった井出が羽田の甥にあたる神津健を破り、小選挙区制導入後初めて自由民主党の公認候補が3区で勝利した（神津は比例復活）。第50回衆議院議員総選挙では神津が井出を破り小選挙区で当選した（井出は比例復活）。

## 小選挙区選出議員
| 選挙名                 | 年     | 当選者   | 党派       |
| ---------------------- | ------ | -------- | ---------- |
| 第41回衆議院議員総選挙 | 1996年 | 羽田孜   | 新進党     |
| 第42回衆議院議員総選挙 | 2000年 | 羽田孜   | 民主党     |
| 第43回衆議院議員総選挙 | 2003年 | 羽田孜   | 民主党     |
| 第44回衆議院議員総選挙 | 2005年 | 羽田孜   | 民主党     |
| 第45回衆議院議員総選挙 | 2009年 | 羽田孜   | 民主党     |
| 第46回衆議院議員総選挙 | 2012年 | 寺島義幸 | 民主党     |
| 第47回衆議院議員総選挙 | 2014年 | 井出庸生 | 維新の党   |
| 第48回衆議院議員総選挙 | 2017年 | 井出庸生 | 希望の党   |
| 第49回衆議院議員総選挙 | 2021年 | 井出庸生 | 自由民主党 |
| 第50回衆議院議員総選挙 | 2024年 | 神津健   | 立憲民主党 |

## 選挙結果
時の内閣：第1次石破内閣 解散日：2024年10月9日 公示日：2024年10月15日
当日有権者数：39万2987人 最終投票率：57.90%（前回比：1.42%） （全国投票率：53.85%（2.08%））
| 当落 | 候補者名 | 年齢 | 所属党派   | 新旧 | 得票数    | 得票率 | 惜敗率 | 推薦・支持 | 重複 |
| ---- | -------- | ---- | ---------- | ---- | --------- | ------ | ------ | ---------- | ---- |
| 当   | 神津健   | 47   | 立憲民主党 | 前   | 121,594票 | 55.01% | ――     |            | ○    |
| 比当 | 井出庸生 | 46   | 自由民主党 | 前   | 99,431票  | 44.99% | 81.77% | 公明党推薦 | ○    |

時の内閣：第1次岸田内閣 解散日：2021年10月14日 公示日：2021年10月19日
当日有権者数：39万9168人 最終投票率：59.32%（前回比：1.28%） （全国投票率：55.93%（2.25%））
| 当落 | 候補者名 | 年齢 | 所属党派                             | 新旧 | 得票数    | 得票率 | 惜敗率 | 推薦・支持 | 重複 |
| ---- | -------- | ---- | ------------------------------------ | ---- | --------- | ------ | ------ | ---------- | ---- |
| 当   | 井出庸生 | 43   | 自由民主党                           | 前   | 120,023票 | 51.53% | ――     | 公明党推薦 | ○    |
| 比当 | 神津健   | 44   | 立憲民主党                           | 新   | 109,179票 | 46.87% | 90.97% |            | ○    |
|      | 池高生   | 53   | NHKと裁判してる党 弁護士法72条違反で | 新   | 3,722票   | 1.60%  | 3.10%  |            | ○    |

時の内閣：第3次安倍第3次改造内閣 解散日：2017年9月28日 公示日：2017年10月10日
当日有権者数：40万5003人 最終投票率：60.60%（前回比：3.24%） （全国投票率：53.68%（1.02%））
| 当落 | 候補者名   | 年齢 | 所属党派   | 新旧 | 得票数    | 得票率 | 惜敗率 | 推薦・支持                   | 重複 |
| ---- | ---------- | ---- | ---------- | ---- | --------- | ------ | ------ | ---------------------------- | ---- |
| 当   | 井出庸生   | 39   | 希望の党   | 前   | 127,542票 | 53.05% | ――     | 民進党長野県総支部連合会推薦 | ○    |
|      | 木内均     | 53   | 自由民主党 | 前   | 74,722票  | 31.08% | 58.59% | 公明党推薦                   | ○    |
|      | 小金沢由佳 | 34   | 日本共産党 | 新   | 34,462票  | 14.33% | 27.02% |                              |      |
|      | 及川幸久   | 57   | 幸福実現党 | 新   | 3,687票   | 1.53%  | 2.89%  |                              |      |

- 寺島は希望の党公認で4区から立候補したが落選。

時の内閣：第2次安倍改造内閣 解散日：2014年11月21日 公示日：2014年12月2日
当日有権者数：39万8586人 最終投票率：57.36%（前回比：6.88%） （全国投票率：52.66%（6.66%））
| 当落 | 候補者名 | 年齢 | 所属党派   | 新旧 | 得票数   | 得票率 | 惜敗率 | 推薦・支持 | 重複 |
| ---- | -------- | ---- | ---------- | ---- | -------- | ------ | ------ | ---------- | ---- |
| 当   | 井出庸生 | 37   | 維新の党   | 前   | 77,289票 | 34.35% | ――     |            | ○    |
|      | 寺島義幸 | 61   | 民主党     | 前   | 63,397票 | 28.18% | 82.03% |            | ○    |
| 比当 | 木内均   | 50   | 自由民主党 | 前   | 56,365票 | 25.05% | 72.93% | 公明党推薦 | ○    |
|      | 唐沢千晶 | 44   | 日本共産党 | 新   | 27,947票 | 12.42% | 36.16% |            |      |

時の内閣：野田第3次改造内閣 解散日：2012年11月16日 公示日：2012年12月4日
当日有権者数：40万439人 最終投票率：64.24%（前回比：10.56%） （全国投票率：59.32%（9.96%））
| 当落 | 候補者名 | 年齢 | 所属党派     | 新旧 | 得票数       | 得票率 | 惜敗率 | 推薦・支持   | 重複 |
| ---- | -------- | ---- | ------------ | ---- | ------------ | ------ | ------ | ------------ | ---- |
| 当   | 寺島義幸 | 59   | 民主党       | 新   | 69,843票     | 27.77% | ――     | 国民新党推薦 | ○    |
| 比当 | 井出庸生 | 35   | みんなの党   | 新   | 67,750.610票 | 26.94% | 97.00% |              | ○    |
| 比当 | 木内均   | 48   | 自由民主党   | 新   | 62,539票     | 24.87% | 89.54% |              | ○    |
|      | 井出泰介 | 44   | 日本維新の会 | 新   | 29,905.374票 | 11.89% | 42.82% |              | ○    |
|      | 岩谷昇介 | 59   | 日本共産党   | 新   | 21,433票     | 8.52%  | 30.69% |              |      |

時の内閣：麻生内閣 解散日：2009年7月21日 公示日：2009年8月18日
当日有権者数：40万1784人 最終投票率：74.80%（前回比：3.08%） （全国投票率：69.28%（1.77%））
| 当落 | 候補者名 | 年齢 | 所属党派   | 新旧 | 得票数    | 得票率 | 惜敗率 | 推薦・支持 | 重複 |
| ---- | -------- | ---- | ---------- | ---- | --------- | ------ | ------ | ---------- | ---- |
| 当   | 羽田孜   | 74   | 民主党     | 前   | 138,614票 | 47.52% | ――     |            | ○    |
|      | 岩崎忠夫 | 66   | 自由民主党 | 元   | 106,574票 | 36.53% | 76.89% |            | ○    |
|      | 岩谷昇介 | 55   | 日本共産党 | 新   | 40,948票  | 14.04% | 29.54% |            |      |
|      | 江原学   | 52   | 幸福実現党 | 新   | 5,576票   | 1.91%  | 4.02%  |            |      |

時の内閣：第2次小泉改造内閣 解散日：2005年8月8日 公示日：2005年8月30日
当日有権者数：40万2283人 最終投票率：71.72%（前回比：5.96%） （全国投票率：67.51%（7.65%））
| 当落 | 候補者名 | 年齢 | 所属党派   | 新旧 | 得票数    | 得票率 | 惜敗率 | 推薦・支持 | 重複 |
| ---- | -------- | ---- | ---------- | ---- | --------- | ------ | ------ | ---------- | ---- |
| 当   | 羽田孜   | 70   | 民主党     | 前   | 143,728票 | 51.10% | ――     |            | ○    |
|      | 岩崎忠夫 | 62   | 自由民主党 | 前   | 102,889票 | 36.58% | 71.59% |            | ○    |
|      | 岩谷昇介 | 51   | 日本共産党 | 新   | 34,669票  | 12.33% | 24.12% |            |      |

時の内閣：第1次小泉第2次改造内閣 解散日：2003年10月10日 公示日：2003年10月28日
当日有権者数：40万1155人 最終投票率：65.76%（前回比：3.21%） （全国投票率：59.86%（2.63%））
| 当落 | 候補者名 | 年齢 | 所属党派   | 新旧 | 得票数    | 得票率 | 惜敗率 | 推薦・支持 | 重複 |
| ---- | -------- | ---- | ---------- | ---- | --------- | ------ | ------ | ---------- | ---- |
| 当   | 羽田孜   | 68   | 民主党     | 前   | 150,203票 | 58.52% | ――     |            | ○    |
| 比当 | 岩崎忠夫 | 60   | 自由民主党 | 前   | 78,364票  | 30.53% | 52.17% |            | ○    |
|      | 岩谷昇介 | 50   | 日本共産党 | 新   | 28,083票  | 10.94% | 18.70% |            |      |

時の内閣：第1次森内閣 解散日：2000年6月2日 公示日：2000年6月13日 最終投票率：68.97% （全国投票率：62.49%（2.84%））
| 当落 | 候補者名   | 年齢 | 所属党派   | 新旧 | 得票数    | 得票率 | 惜敗率 | 推薦・支持 | 重複 |
| ---- | ---------- | ---- | ---------- | ---- | --------- | ------ | ------ | ---------- | ---- |
| 当   | 羽田孜     | 64   | 民主党     | 前   | 163,382票 | 61.24% | ――     |            | ○    |
| 比当 | 岩崎忠夫   | 57   | 自由民主党 | 新   | 67,002票  | 25.12% | 41.01% |            | ○    |
|      | 中沢憲一   | 62   | 日本共産党 | 新   | 34,110票  | 12.79% | 20.88% |            |      |
|      | 細谷登起男 | 51   | 無所属     | 新   | 2,276票   | 0.85%  | 1.39%  |            | ×    |

時の内閣：第1次橋本内閣 解散日：1996年9月27日 公示日：1996年10月8日 （全国投票率：59.65%（8.11%））
| 当落 | 候補者名 | 年齢 | 所属党派     | 新旧 | 得票数    | 得票率 | 惜敗率 | 推薦・支持                 | 重複 |
| ---- | -------- | ---- | ------------ | ---- | --------- | ------ | ------ | -------------------------- | ---- |
| 当   | 羽田孜   | 61   | 新進党       | 前   | 161,670票 | 62.61% | ――     |                            |      |
|      | 井出正一 | 57   | 新党さきがけ | 前   | 70,960票  | 27.48% | 43.89% | 自由民主党・社会民主党推薦 | ○    |
|      | 松沢瑞枝 | 53   | 日本共産党   | 新   | 25,600票  | 9.91%  | 15.83% |                            |      |